# Festival da Canção 2007
Das 42. Festival da Canção fand im März 2007 in Lissabon statt. Gleichzeitig diente es als portugiesischer Vorentscheid für den Eurovision Song Contest 2007. Als Siegerin ging die Sängerin Sabrina hervor. Beim Eurovision Song Contest in Helsinki erreichte sie Platz elf im Semifinale.

## Teilnehmer

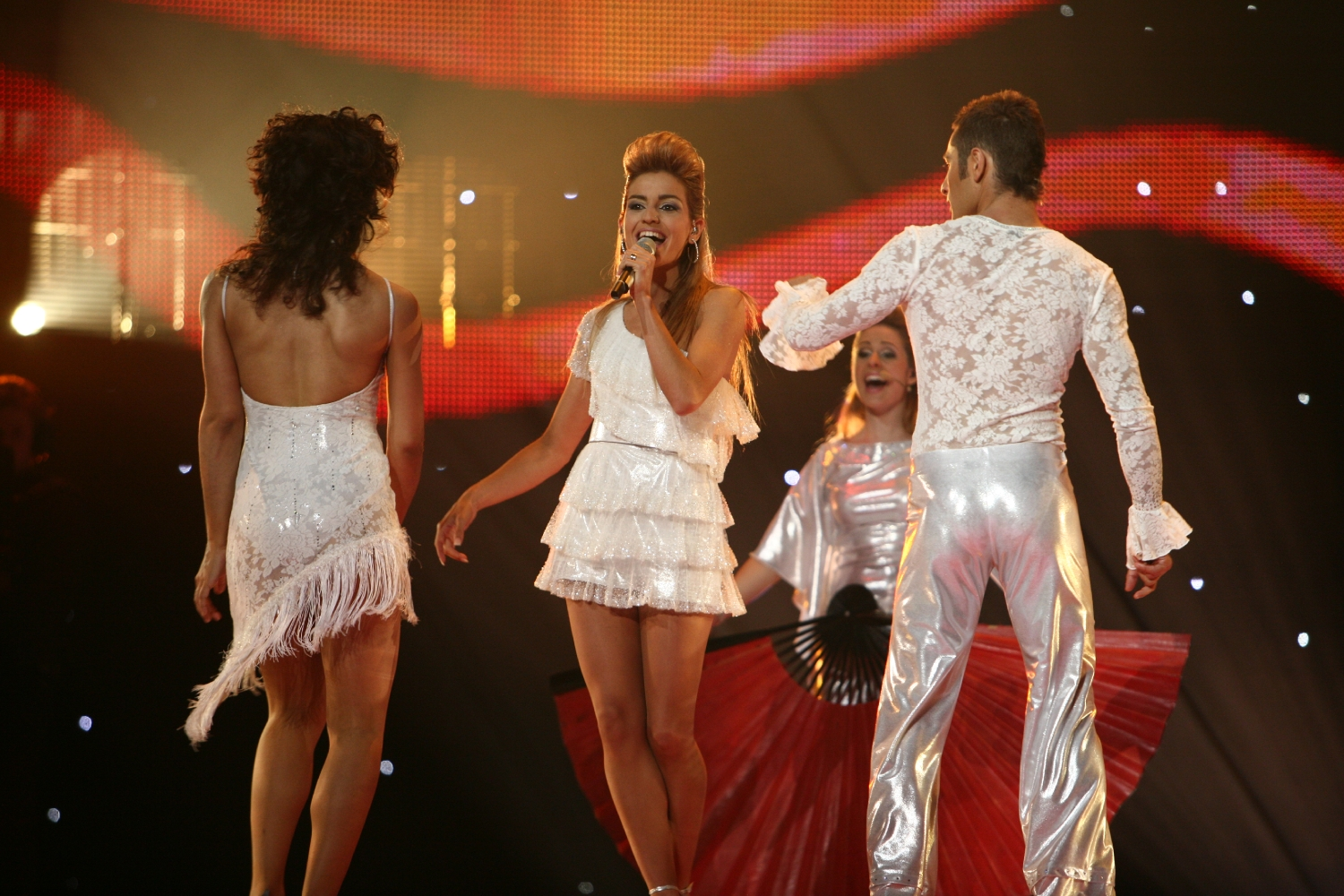
Teresa Villa-Lobos alias Sabrina

Am Festival nahmen folgende zehn Künstler teil:
| Nr. | Interpret                       | Song                    | Platz |
| --- | ------------------------------- | ----------------------- | ----- |
| 01  | Edmundo Vieira & Filipa Cardoso | Desta Vez               | 06.   |
| 02  | Marta Plantier & Os Corvos      | Piano, Piano            | 07.   |
| 03  | Luiz & A Lata                   | Ai Pode                 | 08.   |
| 04  | Sabrina                         | Dança conmigo           | 01.   |
| 05  | Diogo T.                        | Chega, foi demais       | 10.   |
| 06  | TribUrbana                      | Dá-me a Lua             | 04.   |
| 07  | Melo D. & Elaisa                | Será Cedo?              | 09.   |
| 08  | Teresa Radamanto                | Ai de quem nunca cantou | 02.   |
| 09  | Henrique Feist & Vanessa        | Além do Sonho           | 03.   |
| 10  | Zé P.                           | Na Ilha dos Sonhos      | 05.   |